# Krigen i Afghanistan (epoken siden 2015)
|  | For andre afghanske krige, se Krigen i Afghanistan |
Epoken siden 2015, af krigen i Afghanistan er en del af Krigen i Afghanistan som har foregået siden 2001.
I januar 2017 havde USA rundt regnet 8.500 soldater som del af NATO's opdrag i Afghanistan; de fleste af de soldater var stationeret på fire steder: Kandahar, Bagram, Jalalabad og Kabul. (Tidligere forventede man at styrken af NATO-soldater skulle være rundt regnet 13.000 inkluderet [ca.] 9.800 soldater fra USA, samt 26.000 underleverandører - deriblandt lejesoldater - til militærvæsenet).
Den 15. august 2021 har Taliban genvundet magten i hele Afghanistan og vundet krigen.

## Baggrund
Fra 2011 til 2014 reducerede flere lande, heriblandt USA, sin militære magt i Afghanistan.
Den 28. december 2014 afsluttede den NATO-ledede ISAF-operation formelt, kampoperationer i Afghanistan og overførte det fulde ansvar for sikkerheden til Afghanistans myndigheder.

## Efter begyndelsen af ny NATO-ledet operation på 1. januar 2015
Den 1. januar 2015 begyndte Operation Resolute Support (RS), et NATO-ledet opdrag i Afghanistan, med mere end 13 000 soldater [på udlån fra militærenheder fra forskellige lande som er medlemmer af NATO]. Soldater som deltager i Operation Resolute Support skal blandt andet være militærrådgivere for Afghanistans sikkerhedsstyrker.

### Slaget om Kunduz
Slaget om byen Kunduz i Kunduz-provinsen, varede mellem den 24. april 2015 og 14. oktober 2015. Modstandsfolk tog byen den 27. september 2015. Afghanistans sikkerhedsstyrker tog byen tilbage d. 14. oktober 2015.

### 2016 fredsaftale
Den 22. september 2016 signerede Afghanistans myndigheder en fredsaftale med Hezbi Islami. Aftalen blev formaliseret d. 29. september: præsident Ashraf Ghani og Hekmatyar signerede aftalen.

### 2017
I begyndelsen af januar 2017 skrev The Marine Corps Times at 33 distrikter, som ligger i 16 provinser, er under kontrol af modstandsfolk; 258 distrikter er under myndighedernes kontrol, mens 120 distrikter er der tvivl omkring hvem som kontrollerer.